# Italo Foschi
Italo Foschi (ur. 7 marca 1884 w Corropoli, zm. 20 marca 1949 w Rzymie) – włoski piłkarz, polityk, a także działacz sportowy.

## Kariera
Foschi w latach 20. był sekretarzem Narodowej Partii Faszystowskiej. Był też prezesem "Società Sportiva fascista Fortitudo Pro Roma". W lipcu 1927 był pomysłodawcą fuzji trzech rzymskich klubów Alby, Roman FC i Fortitudo, w wyniku czego wraz z Ulissem Igliorim, Vittoriem Scialoją utworzył Associazione Sportiva Roma. Został też prezesem nowo powstałego klubu i funkcję tę sprawował do 1928 roku. Jego miejsce zajął Renato Sacerdoti.